# Saxo von Anagni
Saxo von Anagni (* ? in Anagni; † 1133 in Rom) war ein italienischer Kardinal und Diplomat. Unter anderem war er am Zustandekommen des Wormser Konkordats beteiligt.

## Herkunft
Wahrscheinlich gehörte er der Familie der Grafen von Anagni an, doch gibt es keine Quellen, die seine Zugehörigkeit zu der Familie mit Sicherheit bestätigen.

## Wirken
Saxon wird erstmals als Skriptor der päpstlichen Kanzlei und Kaplan von Papst Paschalis II. erwähnt, dessen Sekretär er wurde. Weiter war er Auditor des apostolischen Palastes. Zwischen 1116 und 1117 wurde er vom Papst zum Kardinalpriester von Santo Stefano Rotondo (auch: Santo Stefano al Monte Celio) ernannt.
1118 nahm er an der Wahl von Papst Gelasius II. teil und musste Rom mit dem gesamten päpstlichen Hof zu verlassen, um den Truppen Kaiser Heinrichs V. zu entkommen. Nach der Wahl von Papst Calixtus II. kritisierte er offen dessen versöhnliche Politik gegenüber dem Kaiser. Dennoch arbeitete er mit dem neuen Papst zusammen: Zwischen dem 17. April 1121 und dem 16. Mai 1122 unterzeichnete er die päpstlichen Bullen. Im Sommer desselben Jahres schickte ihn der Papst zusammen mit den Kardinälen Lamberto Scannabecchi von Ostia, dem späteren Papst Honorius II., und Kardinaldiakon Gregorio Papareschi di Guidoni von Sant’Angelo in Pescheria, dem späteren Papst Innozenz II., zu Verhandlungen nach Deutschland, um den Investiturstreit beizulegen. Das Ergebnis dieser Verhandlungen war das Wormser Konkordat, das am 23. September 1122 zustande kam. Saxon verblieb anschließend bis mindestens Januar 1123 in Deutschland, als er sich mit dem Kaiser in Straßburg aufhielt.
Calixtus II. starb im Dezember 1124. Nach turbulenter Wahl wurde Kardinal Lamberto Scannabecchi als Honorius II. Papst. Unter ihm unterzeichnete Saxon die päpstlichen Bullen, die zwischen dem 2. April 1125 und dem 10. April 1129 erlassen wurden.
Auch die folgende Papstwahl verlief gegen die Regeln und chaotisch. Nach dem Tod von Papst Honorius II. am 14. Februar 1130 wählte eine Minderheit der Kardinäle noch am Todestag Gregorio Papareschi di Guidoni zum Papst, der den Papstnamen Innozenz II. annahm. Die Mehrheit der Kardinäle wählte jedoch am selben Tag Kardinal Pietro Pierleoni zum Gegenpapst Anaklet II., womit ein acht Jahre währendes Schisma begann. Saxon gehörte zu der Fraktion, die Anaklet II. unterstützte, und unterzeichnete am 14. Februar 1130 dessen Wahldekret. Er wurde Kanzler des Gegenpapstes.
Saxo starb, wahrscheinlich 1133 in Rom. In diesem Jahr wurde Matteo di San Pietro in Vincoli sein Nachfolger im Amt des Kanzlers und auch das Amt des Kardinalpriesters von Santo Stefano Rotondo wurde neu vergeben.